# União do Sul
União do Sul est une municipalité brésilienne située dans l'État du Mato Grosso.